# Шукуров, Отабек Гайратович
Отабек Гайратович Шукуров (узб. Otabek G'ayratovich Shukurov, Otabek G'ayrat o'g'li Shukurov; род. 22 июня 1996, Чиракчи, Кашкадарьинская область) — узбекистанский футболист, полузащитник турецкого клуба «Фатих Карагюмрюк» и национальной сборной Узбекистана.

## Карьера
Начал карьеру в мубарекском клубе «Машъал». Также играл за «Бухару». С 2016 года по ноябрь 2017 года являлся игроком «Бунёдкора». С декабря 2017 года по июль 2022 года играл в клубе «Шарджа» из ОАЭ. 24 июля 2022 года стало известно о переходе Шукурова в турецкую команду «Фатих Карагюмрюк».
Играл в юношеской, молодёжной и олимпийской сборных Узбекистана. С 2016 года стал привлекаться в национальную сборную. Участник Кубка Азии 2019.

## Достижения
- Узбекистон ифтихори (6 июня 2025 года) — за большой вклад в развитие и широкую популяризацию спорта в нашей стране, утверждение здорового образа жизни в обществе, проявленные истинное мужество и стойкость, образец высокого профессионализма и целеустремленности в отборочных турнирах среди сильнейших команд Азии по футболу и впервые в истории нашей Родины завоевание путёвки на чемпионат мира, ставшее большой победой, активное участие в деле приумножения славы Нового Узбекистана в мировом масштабе, воспитания молодого поколения в духе любви к Родине, национальной гордости и патриотизма[2]